# Emulátor terminálu

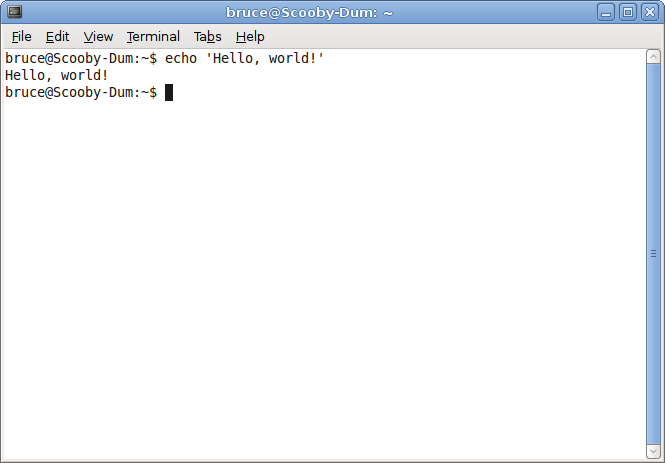
Okno Gnome terminálu

Emulátor terminálu nebo terminálový emulátor je program, který umožňuje připojení a přihlášení na vzdálený nebo i lokální počítač v textovém režimu a emuluje počítačový terminál. Emulátor terminálu může běžet v textovém nebo grafickém prostředí; v grafickém rozhraní se obvykle nazývá terminálové okno.
Ke vzdálenému počítači se emulátor terminálu může připojovat prostřednictvím počítačové sítě pomocí některého z protokolů pro vzdálené přihlášení, mezi které patří internetové protokoly telnet, ssh, rsh, rlogin, dále protokol X.3 z rodiny protokolů X.25 a mnohé další, prostřednictvím sériové linky přímo připojené k počítači nebo prostřednictvím telefonního připojení s použitím modemu (a s použitím např. protokolu Kermit). V unixovém prostředí je běžné mít otevřeno několik terminálových oken připojených k lokálnímu počítači.
Terminálové emulátory obvykle podporují sadu Escape sekvencí pro ovládání barvy pozadí a textu, nastavování pozice kurzoru, atd. K nejčastěji používaným sadám Escape sekvencí patří standardy ECMA-48, ANSI X3.64 a ISO/IEC 6429 souhrnně označované jako ANSI escape kód; emulátory však mohou emulovat ovládání různých proprietárních terminálů jako například VT100, VT220, VT320 firmy Digital Equipment Corporation, IBM 3270/8/9/E, IBM 5250/3179, Data General D211, Hewlett-Packard HP700/92, Sperry/Unisys 2000-series UTS60, Burroughs/Unisys A-series T27/TD830/ET1100, ADDS ViewPoint, Sun console, QNX, AT386, SCO-ANSI, SNI 97801, Televideo, Wyse 50/60. Naprogramovány byly také emulace existujících programů, jako například xterm a další konzolové terminály pro Linux a podobné systémy.

## Příklady emulátorů terminálu
Emulátory terminálů jsou dostupné pro různé počítačové platformy, jako je DOS a Unix včetně GUI prostředí, jako jsou Microsoft Windows a macOS a vestavěné operační systému pro mobilní telefony, PDA a další průmyslový hardware.
V systému Microsoft Windows poskytují vzdálený přístup programy HyperTerminal a telnet klient, které jsou přímou součástí systému. Populární jsou další programy, jako je například PuTTY, Inet/Winet, AlphaCom, Poderosa, Terminator, TigerTerm, TN3270 Plus, Ericom Software PowerTerm InterConnect, z/Scope Express VT, Tera Term, SwitchTermJ, SecureCRT a Access*One. Pro systémy Windows CE a Windows Mobile existují MochaSoft, MobileVT, Access*One and NaurTech. Pro DOS jsou ProComm, Qmodem, Telemate a Telix. Program Crosstalk běží v systému DOS i CP/M.
Tak zvaný "DOS box" nebo "Příkazový řádek" je v Microsoft Windows ekvivalent lokálně připojeného terminálového okna (ve skutečnosti je to Win32 console).
V systému macOS je Terminal jako implicitní emulace terminálu pro lokální přístup. Také existuje několik programů třetích stran, jako například GLTerm, iTerm, MacTelnet a MacWise. Zterm je terminál pro vzdálený přístup.
V systému X Window System je k dispozici mnoho různých emulátorů terminálu, které zajišťují lokální přístup, jako jsou například xterm, dtterm, Eterm, GNOME Terminal, Konsole, rxvt, mrxvt, wterm, SwitchTerm, TeemTalk a aterm.